# Xenorhina fuscigula
Espèce
Synonymes
- Xenobatrachus fuscigula Blum & Menzies, 1989 "1988"

Statut de conservation UICN

 LC  : Préoccupation mineure
Xenorhina fuscigula est une espèce d'amphibiens de la famille des Microhylidae.

## Répartition

Aire de répartition de Xenorhina fuscigula.

Cette espèce est endémique de Papouasie-Nouvelle-Guinée. Son aire de répartition concerne les zones montagneuses du centre du pays. Elle est présente entre 1 300 et 2 900 m d'altitude,.

## Publication originale
- Blum & Menzies, 1989 "1988" : Notes on Xenobatrachus and Xenorhina (Amphibia: Microhylidae) from New Guinea with description of nine new species. Alytes, vol. 7, no 4, p. 125-163.